# Patrick Tse
Patrick Tse Yin (cinese tradizionale: 謝賢; cinese semplificato: 谢贤; pinyin: Xiè Xián; jyutping: Ze6 Jin4; Guangdong, 9 agosto 1936) è un attore, regista, sceneggiatore e produttore cinematografico cinese, padre dell'attore e cantante Nicholas Tse.

## Biografia
La carriera come attore di Patrick Tse ebbe iniziò negli anni '50, e si protrasse per tutti i 40 anni successivi. Negli anni '90, l'attore mise la sua carriera in pausa per un certo periodo, andando a vivere in Canada con la sua famiglia, tuttavia nel 1999 ricominciò a recitare. Il suo ultimo film, Colour of the Truth, risale al 2003. I ruoli interpretati da Patrick, in genere, sono quelli del protagonista.
Negli anni '70, l'attore si dedicò anche ad altri ambiti del mondo cinematografico, come regia, sceneggiatura e produzione, non portandole avanti però nei decenni successivi.

## Vita privata
Nel 1974, Patrick sposò l'attrice taiwanese nata a Pechino Zhen Zhen, dalla quale però divorziò pochi anni dopo, nel 1978. La sua seconda moglie, l'attrice di Hong Kong Deborah Lee (狄波拉), rimase sua compagna fino al 1996. I due ebbero due figli, l'attore/cantante Nicholas Tse e Jennifer Tse. Dopo il ritiro di Patrick dalla carriera di attore, la famiglia si trasferì a Vancouver, in Canada, dove visse un certo periodo di tempo prima di tornare ad Hong Kong.

## Filmografia come regista/produttore/sceneggiatore
- If Tomorrow Comes (1973, regista/regista)
- Madness of Love (1972, regista)
- One Year's Fantasy (1974, sceneggiatore/regista)
- Love In Cubicle (1974, sceneggiatore/regista)
- Farewell Dearest (1974, regista)
- The Splendid Love in Winter (1974, sceneggiatore/regista)
- Love In Hawaii (1976, produttore/regista)
- Confused Love (1977, regista)